# Brachyscome perpusilla
Brachyscome perpusilla là một loài thực vật có hoa trong họ Cúc. Loài này được (Steetz) J.M.Black mô tả khoa học đầu tiên năm 1929.